# نیوتیوگ
نیوتیوگ (به لاتین: Nyutyug) یک منطقهٔ مسکونی در روسیه است که در داغستان واقع شده‌است.